# Експорт

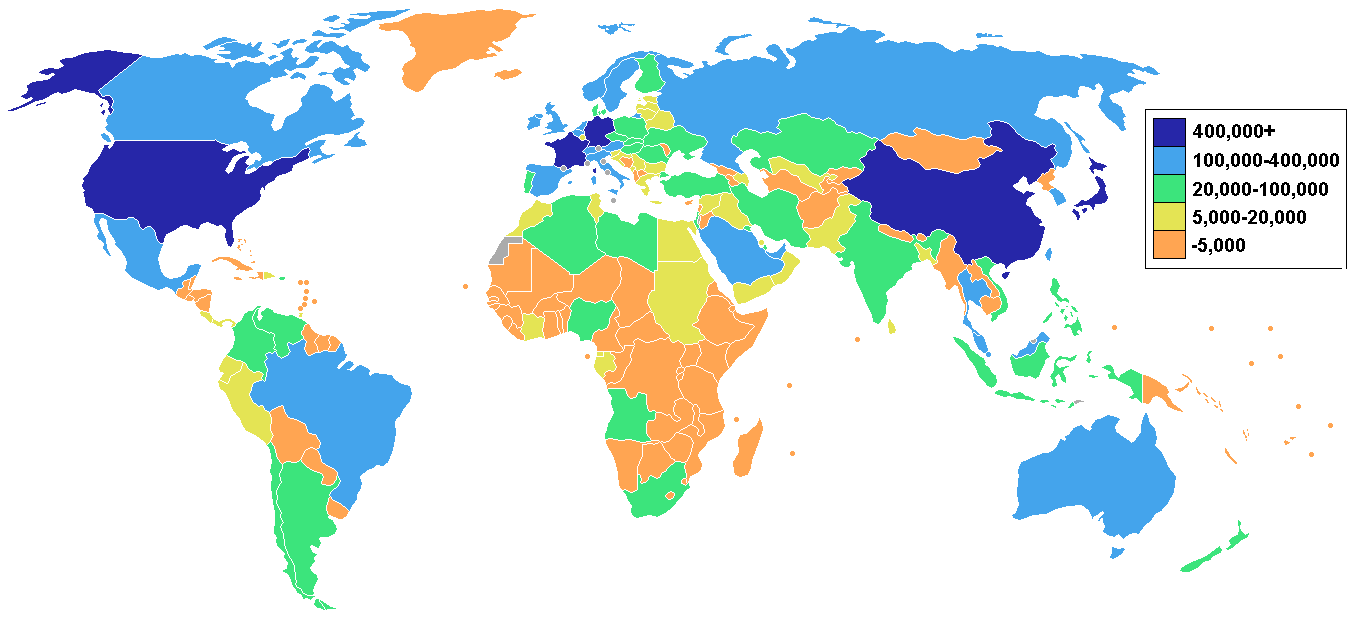
Обсяг експорту за країнами

Е́кспорт — вивіз із митної території країни за кордон товарів і послуг без зобов'язання їхнього зворотного повернення. Факт експорту фіксується в момент перетину товаром митного кордону, надання послуг та ін. До експорту належать також вивіз товарів для переробки їх в іншій країні, перевезення товарів транзитом через іншу країну, вивіз привезених з іншої країни товарів для продажу їх у третій країні (реекспорт) і ін.
Непрямий експорт — експорт за участю посередників.

## Загальний опис
До експорту належать:
- товари, вироблені, вирощені чи добуті у країні;
- товари, раніше ввезені з-за кордону, що були перероблені і переробка яких здійснювалась під митним контролем.

Вартість експорту разом із вартістю імпорту формує зовнішньоторгівельний оборот. Економіки зі значною питомою вагою зовнішньоторгівельного обороту належать до відкритих економік.
Однією з форм стимулювання експортних галузей є експортні субсидії. Експортна субсидія — сума грошових коштів, що виплачується державою підприємству або індивіду, який експортує товар. За своїм змістом експортна субсидія є пільгою фінансового характеру. Внаслідок таких субсидій експортери отримують можливість продавати товар на зовнішньому ринку за нижчою ціною, ніж на внутрішньому. Угоди міжнародної торгівлі забороняють використання експортних субсидій за винятком субсидування продукції сільського господарства. 

## Експорт товарів
Експорт товарів означає продаж товарів іноземним суб'єктам господарської діяльності, включаючи реекспорт товарів, крім передачі майна суб'єктом зовнішньоекономічної діяльності іноземному суб'єктові господарської діяльності за кордоном як натуральної частки участі у формуванні статутного капіталу при спільній господарській діяльності. При цьому термін реекспорту (реекспорт товарів) означає продаж іноземним суб'єктам зовнішньоекономічної діяльності та вивезення за межі країни товарів, раніше імпортованих на територію країни.
Диверсифікація експорту — розширення товарної номенклатури в зовнішньоекономічних зв’язках країни, якісно нове явище в економіці розвинутих країн і країн, що розвиваються. 
Диверсифікація експорту  — процес, нерозривно зв’язаний з удосконалюванням структури експорту тієї чи іншої країни.

## Експорт України

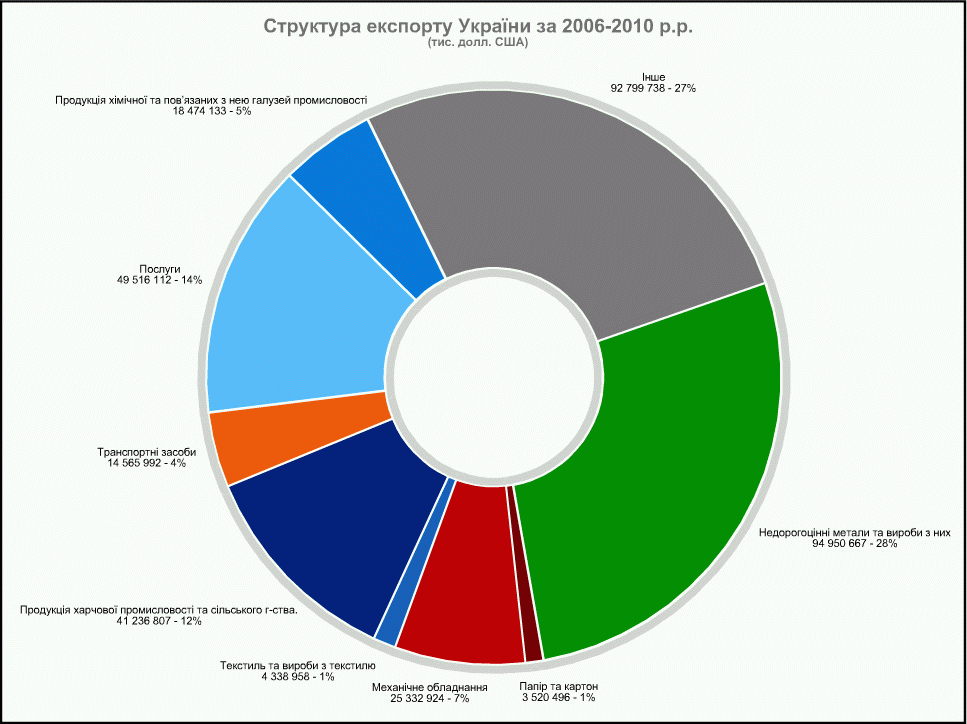
Структура експорту України за 2006-2010 роки, включно]:
Вироби з недорогоцінних металів та самі метали - $94.95 млрд. (28%)
Послуги нерезидентам- $49.52 млрд. (14%)
Харчова промисловість - $41.24 млрд. (12%)
Механічне обладнання - $25.34 млрд. (7%)
Хімічна промисловість - $18.48 млрд. (5%)
Транспортні засоби - $14.57 млрд. (2.6%)'
Інше - $92.8 млрд. (27%)

Український експорт становить понад 50 відсотків валового національного продукту України.
На сьогодні основними експортними галузями економіки є металургійна промисловість (металопродукція), сільське господарство, машинобудівна та хімічна промисловості, частка яких становить понад 60 відсотків українського експорту. Особливістю сучасного розвитку вітчизняних експортоорієнтованих галузей є високий рівень залежності від кон'юнктурних коливань на світових ринках.
Зовнішньоторговельний оборот товарів та послуг у 1996 році становив 37,9 млрд доларів США. Сальдо зовнішньої торгівлі товарами та послугами склалось позитивним в сумі 249,2 млн доларів США.
Зовнішньоторговельний оборот товарів та послуг у 2004 році досяг рівня 69 млрд доларів США при позитивному сальдо торгівлі товарами та послугами у 6,9 млрд доларів США, що є рекордним показником за всі часи незалежності України.
Важливим моментом розвитку експорту стало набуття Україною у травні 2008 року повноправного членства в СОТ, що надало можливість стати рівноправним партнером на світових товарних ринках. У результаті було скасовано окремі обмеження та лібералізовано умови доступу на зовнішні ринки для цілого ряду українських товарів базових експортних галузей.
Зовнішньоторговельний оборот товарів та послуг у 2009 році становив 99,8 млрд доларів США. Сальдо торгівлі товарами та послугами у 2009 році склалося від'ємним в сумі 1,4 млрд доларів США.
Сучасний стан зовнішньої торгівлі зумовлений впливом таких економічних факторів:
- суттєве зростання цін на імпортовані енергоносії (з 50 доларів США за 1 тис. куб.м у 2004 році до 210 доларів США у 2009 році);
- скорочення світового попиту на українську продукцію та обвальне падіння цін на сировинних ринках внаслідок розгортання світової фінансово-економічної кризи;
- падіння промислового виробництва та скорочення будівельних робіт, що вплинуло на зниження потреби вітчизняних підприємств у сировині, матеріалах та напівфабрикатах;
- падіння інвестиційної активності, що позначилось на зниженні потреби вітчизняних товаровиробників в імпорті машин та устаткування, а також інших інвестиційних товарів;
- обмеження доступу до фінансових ресурсів, порушення рівноваги банківської системи та відтік капіталу;
- недоліки у системі прав власності, макроекономічна нестабільність та високі граничні ставки податків;
- низький рівень показників створення спільних підприємств між українськими та іноземними партнерами, що гальмує передачу технологій;
- звуження споживчого попиту в умовах зниження заробітної плати та споживчого кредитування, що позначилось на зменшенні обсягів імпорту споживчих товарів, включаючи легкові автомобілі.

Україна має потужний науково-промисловий потенціал, який, на відміну від більшості країн світу, не має відповідної інституційної та фінансової державної підтримки для просування на світові ринки, через що, попри наявні цінові та технічні переваги, не використовується повною мірою експортний потенціал високотехнологічних товарів українського виробництва на зовнішніх товарних ринках.
У 2020 році структура експорту товарів була: продукція апк та харчової промисловості 45%, продукція металоргійного комплексу 18,4%, продукція машинобудування 11%, мінеральні продукти 10,5%. А структура експорту послуг була: транспортні послуги 43,3%, комп’ютерні та інформаційні послуги 26.5 %, послуги з переробки матеріальних ресурсів 11,7%, ділові послуги 10,9%. Із них найбільші країни-партнери були: ЄС 38,7%, Російська Федерація 22,9%, США12,3%. 
На сьогодні існує необхідність створення інституційної основи для запровадження державної підтримки упровадження фінансових інструментів розвитку експорту, що забезпечить подальший розвиток і нарощування вітчизняного економічного потенціалу та закріплення на традиційних і нових ринках збуту.
За попередніми оцінками Мінекономіки відповідно до методології торгового балансу, експорт товарів до країн ЄС за підсумками 2022 року зріс на 4,2% в порівнянні з 2021 роком та склав близько 28 млрд дол. 